# Drzewo Jozuego (film)
Drzewo Jozuego (tytuł oryg. Joshua Tree) – amerykański film akcji z 1993 roku z Dolphem Lundgrenem w roli głównej.

## Zarys fabuły
Wellman Santee wraz z przyjacielem Eddiem jadą ciężarówką przez pustynię. Zostają zatrzymani przez policjanta na motorze. Gdy Eddie wychodzi z nim rozmawiać, policjant zauważa broń, po czym każe Eddiemu otworzyć drzwi naczepy. Chwilę później pojawiają się dwaj tajemniczy mężczyźni. Eddie zostaje postrzelony, a gdy Santee biegnie do niego również zostaje ranny. Jednocześnie zastrzelony zostaje policjant a chwilę po nim umiera Eddie. Santee zostaje niesłusznie skazany na dwadzieścia pięć lat więzienia. W trakcie eskorty do zakładu karnego, ucieka, sprowokowany przez strażników. Na pobliskiej stacji benzynowej uprowadza młodą kobietę, Ritę Marrick, nie wiedząc, że jest ona policjantką. Uciekają od tej pory oboje. Wysłany zostaje za nimi pościg na szeroką skalę. Santee stara się dowieść, że nie jest przestępcą.
Film ma trzy zakończenia.

## Obsada
- Dolph Lundgren – Wellman Anthony Santee
- Kristian Alfonso – Rita Marrick
- George Segal – Franklin L. Severance
- Michael Paul Chan – Jimmy Shoeshine
- Beau Starr – Jack Rudisill
- Matt Battaglia – Michael Agnos
- Geoffrey Lewis – szeryf Cepeda
- Nick Chinlund – zastępca szeryfa Tomay
- Ken Foree – Eddie Turner
- Michelle Phillips – Esther

## Pojazdy użyte w filmie

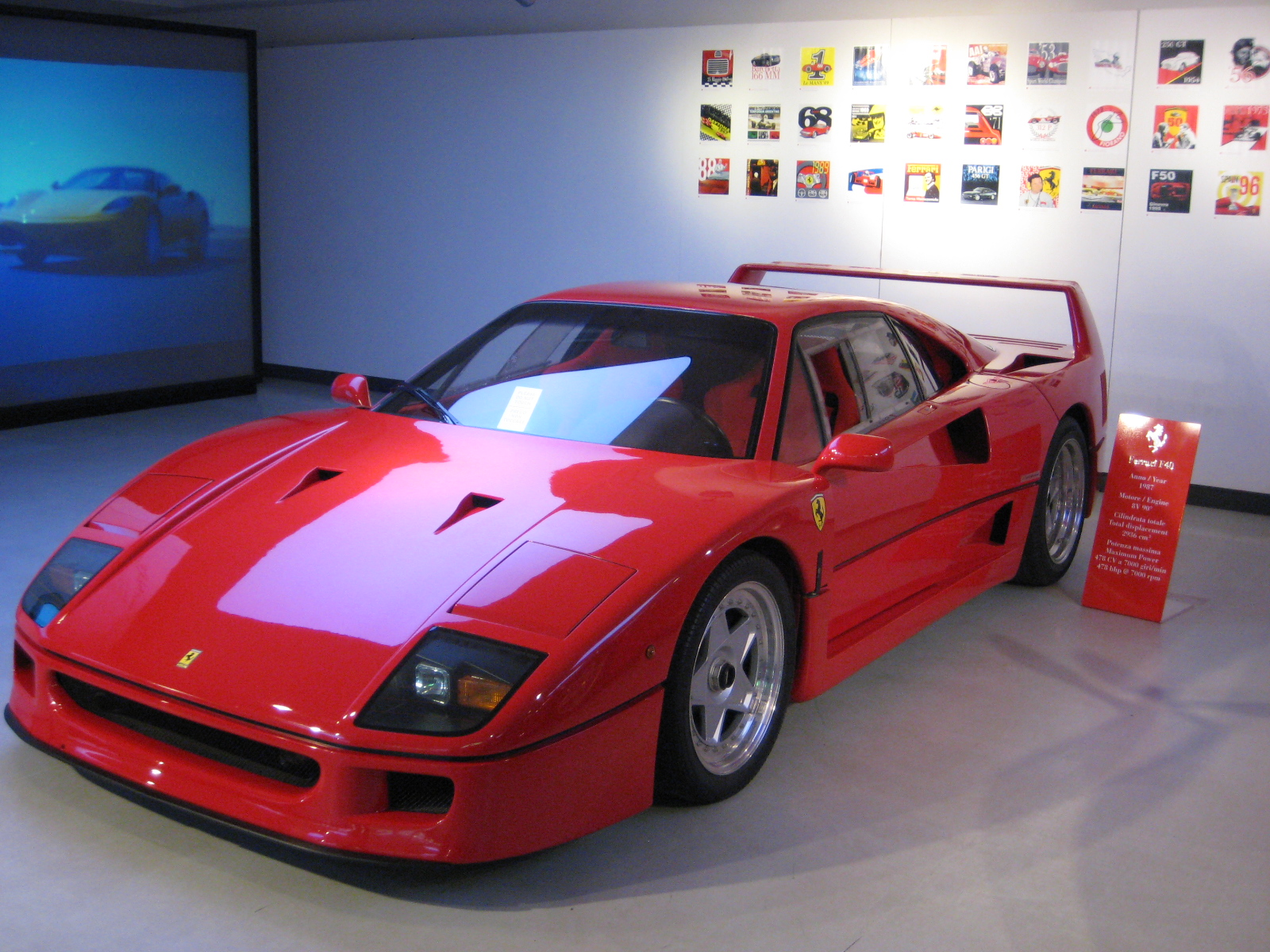
Czerwone Ferrari F40 użyte w filmie.

- 1977 Chevrolet K5 Blazer
- 1982 Chevrolet El Camino
- 1978 Chevrolet G20
- 1981 Chevrolet Impala
- 1981 Chevrolet K30
- 1992 Dodge Caravan
- Dodge Stealth
- 1978 Dodge W150
- Ferrari F40 (replika)
- Fleetwood Flair
- 1992 Ford Bronco

| - 1992 Ford Crown Victoria - 1988 Ford LTD Crown Victoria - 1992 GMC Jimmy - 1960 GMC TDH 4517 - Harley-Davidson Sport Glide FXRT - Jeep Cherokee - Lamborghini Countach (replika) | - Mack Midliner - Peterbilt 377 - 1960 Porsche 356 - Rolls-Royce Silver Cloud - 1992 Toyota Truck - 1978 Volvo 264 - Yamaha XT 225 Serow |